# Estadi Sausalito
L'Estadi Sausalito és un recinte poliesportiu municipal de Viña del Mar, Xile. Actualment s'utilitza, sobretot, per partits de futbol, i és l'estadi on juga de local el CD Everton.
L'estadi, que va ser construït el 1929, té capacitat per a 22.360 persones. L'any 2015 el van renovar totalment.
En aquest estadi s'hi han jugat partits del Mundial de 1962, de dues Copes Amèrica (la de 1991 i la de 2015) i un Mundial sub-17.
L'estadi deu el seu nom a la llacuna Sausalito, que està ubicada molt a prop del recinte.